# Wjatscheslaw Wsewolodowitsch Iwanow

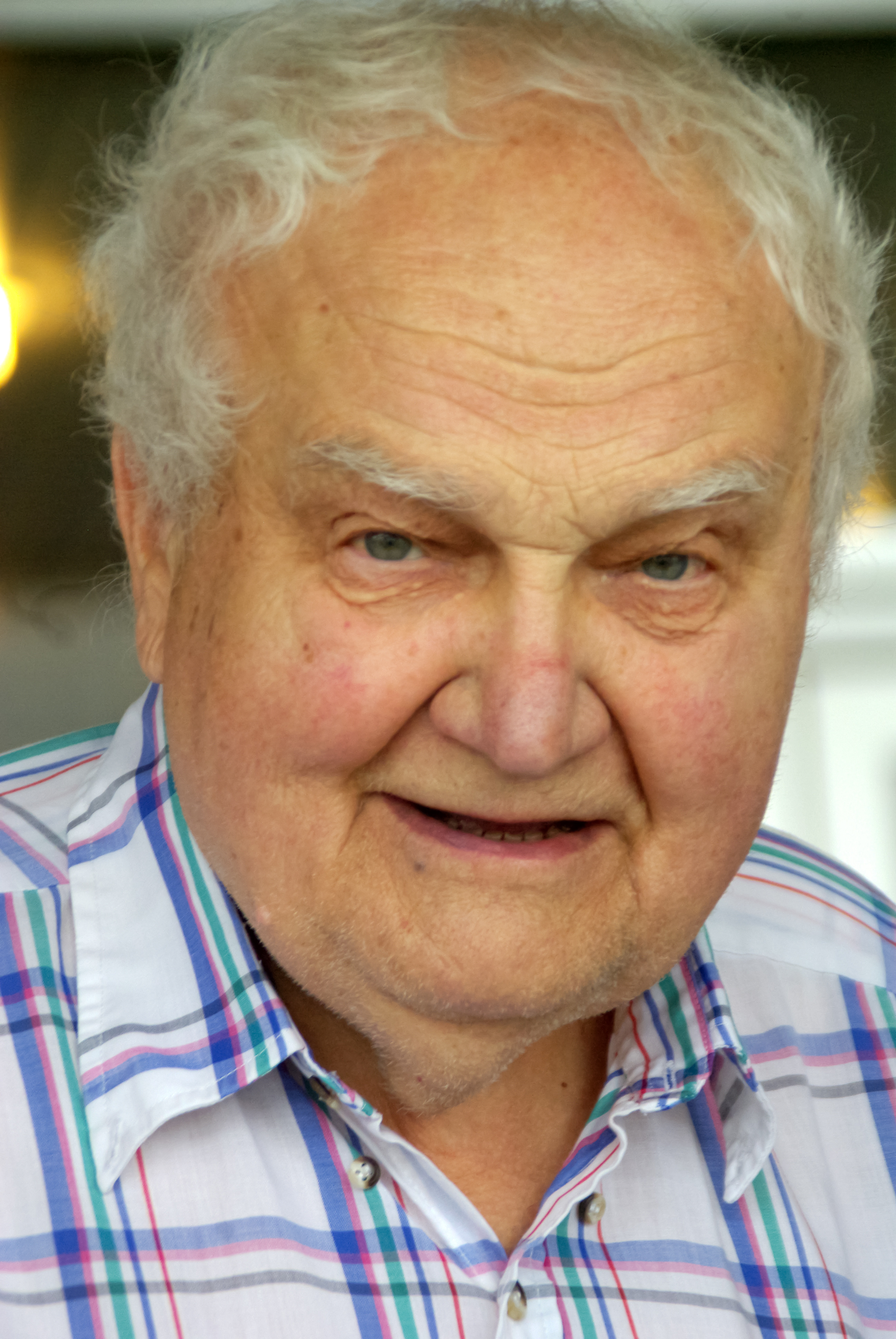
Wjatscheslaw Iwanow (2011)

Wjatscheslaw Wsewolodowitsch Iwanow (russisch Вячесла́в Все́володович Ива́нов; * 21. August 1929 in Moskau; † 7. Oktober 2017 in Los Angeles) war ein sowjetischer bzw. russischer Philologe und Indogermanist, Professor an der Russischen Staatlichen Geisteswissenschaftlichen Universität und der University of California, Los Angeles.

## Leben und Karriere
Sein Vater war der Schriftsteller Wsewolod Iwanow. Die Kriegszeit verbrachte er in der Evakuierung in Taschkent. 1946 beendete er in Moskau die Schule und 1951 ein sprachwissenschaftliches Studium. Seine Dissertation zum Kandidaten der Wissenschaften verteidigte er zu einem hethitischen Thema in Moskau. Nach seiner Unterstützung Boris Pasternaks wurde er 1958 von der Moskauer Staatlichen Universität entlassen. Die Habilitation (Doktor der Wissenschaften) erfolgte 1978 an der Universität Vilnius zum baltischen und slawischen Verbum. Iwanow wurde 1977 in die British Academy, 1993 in die American Academy of Arts and Sciences, 1994 in die American Philosophical Society und 2000 in die Russische Akademie der Wissenschaften aufgenommen. Er erhielt 1988 den Leninpreis.
Er war insbesondere als Mitbegründer – gemeinsam mit Tamas Gamqrelidse – der Glottaltheorie bekannt, nach der die Verschlusslaute in der indogermanischen Ursprache eine völlig andere Gruppierung erhielten. Als Urheimat der Indogermanen wird in diesen Arbeiten die Region um den Urmiasee angesehen.
Ein weiteres großes Arbeitsgebiet umfasste die baltische und slawische Mythologie und Religionsgeschichte, wobei viele Arbeiten gemeinsam mit Wladimir Toporow verfasst wurden. Olga Sedakowa ist eine Schülerin Iwanows.
Iwanow war einer der Herausgeber des Journal of Indo-European Studies. Er hat 15 Bücher und weit über 1000 wissenschaftliche Artikel verfasst.

## Politische Aussagen
Im Jahre 2012 erklärte Iwanow, die ganze Geschichte spreche dafür, dass Russland das System verändern werde. Da man aber „weder Putin noch Medwedew oder Tschurow“ überzeugen könne, gäbe es eine große Wahrscheinlichkeit, dass viel Blut fließen werde: Eine Liberalisierung des Regimes hielt er für unmöglich, da Präsident Putin seiner Meinung eine „pathologische Leidenschaft für Geld“ habe und er in ihm eine „gefährliche Persönlichkeit“ erkenne. Bei den Leuten, die Putin an die Macht gebracht hätten, seien noch fähige Personen dabei gewesen, später gab es nur noch eine Bande von Banditen, deren Boss Putin als „unkluger und wenig begabter Mensch, vergleichbar mit Stalin“, sei.